# Madame de Thèbes
Madame de Thèbes (1845 –1916), pseudònim de Anne Victorine Savigny va ser una clarivident i quiromàntica francesa. Va exercit la seva activitat des de la seva sala d'estar al número 29 de l'Avenue de Wagram a París. Cada Nadal, va publicar les seves profecies en un Almanac, que va gaudir d'una àmplia circulació. Es deia que va predir:
- La Guerra dels Bòers;
- La Guerra russo-japonesa;
- Desencadenants de la Primera Guerra Mundial;
- La mort violenta del General Boulanger;
- La tràgica mort de Catulle Mendes;
- La mort de William Thomas Stead;
- El cas Caillaux.

Va publicar el llibre L’Énigme du rêve : explication des songes el 1908. Va morir a París el 1937 als 77 anys.